# Дьяволица с Марса
«Дьяволица с Марса» (англ. Devil Girl from Mars) — британский независимый научно-фантастический фильм 1954 года.

## Сюжет
Ниа, женщина-пришелец с Марса, направляется на своей летающей тарелке в Лондон, чтобы увезти на свою планету некоторое количество мужчин, так как в её мире они почти вымерли. На Марсе эмансипация женщин привела к открытой войне между полами, в которой мужчины проиграли. Теперь они все стали импотентами, и марсианам грозит вымирание.
В атмосфере её корабль сталкивается с самолётом и совершает вынужденную посадку в шотландской пустоши, неподалёку от небольшой деревни. На поверхность Земли ступают Дьяволица с Марса, затянутая в обтягивающий блестящий чёрный костюм и вооружённая боевым излучателем, и её спутник — робот Чейни.
Далее значительная часть фильма разворачивается в баре местной гостиницы «Бонни Чарли». Ниа туда время от времени заходит, угрожает, затем снова уходит, оставляя местных жителей размышлять над её словами. Мужская половина деревни не торопится улетать с Нией на Марс, а женская — не собирается отдавать своих мужчин без борьбы.
Параллельно в гостинице разворачиваются второстепенные романтические сюжетные линии. Модель Эллен Престуик прибывает в «Бонни Чарли», убегая от женатого мужчины, с которым у неё была интрижка, и сближается с газетным репортёром Майклом Картером. Роберт Джастин (Альберт Симпсон) сбегает из тюрьмы, где отбывал срок за убийство по неосторожности своей жены, чтобы встретиться в «Бонни Чарли» с барменшей Дорис, которую он любит.
Тем временем Ниа переходит к решительным действиям. Она заманивает на свой корабль профессора Арнольда Хеннесси, пообещав его познакомить с чудесами марсианской цивилизации, затем сжигает излучателем горбатого разнорабочего мистера Джеймисона и похищает его племянника Томми.
Профессор заключает с марсианкой сделку: один мужчина из бара добровольно полетит с ней, если она отпустит мальчика. Сначала этим добровольцем желает стать сам профессор, но он оказывается слишком стар для целей инопланетянки. Затем отправиться в полёт вызывается Картер, но его в итоге опережает Джастин, желающий искупить своё преступление. Получив от профессора инструкции, он вступает на борт летающей тарелки, и, следуя этим инструкциям, после взлёта устраивает на ней диверсию. Космический корабль взрывается, Ния и Джастин погибают. Более земным мужчинам Дьяволица с Марса не угрожает.

## В ролях
- Патриша Лаффан — Ниа, Дьяволица с Марса
- Хью Макдермотт[англ.] — Майкл Картер, газетный репортёр
- Хейзел Корт — Эллен Престуик, модель
- Питер Рейнолдс[англ.] — Роберт Джастин (Альберт Симпсон), беглый заключённый
- Эдриенн Корри — Дорис, барменша в гостинице «Бонни Чарли»
- Джозеф Томелти[англ.] — профессор Арнольд Хеннесси
- Джон Лори — мистер Джеймисон
- Софи Стюарт[англ.] — миссис Джеймисон
- Энтони Ричмонд — Томми, их племянник
- Джеймс Эдмонд — Дэвид
- Стюарт Хибберд — чтец новостей

## Производство
Фильм был снят по пьесе. Лента была малобюджетной, дублей практически не было, кроме случаев, когда плёнка оказывалась физически повреждена. Съёмочный процесс занял три недели и происходил преимущественно по ночам.
Робота Чейни сконструировал изобретатель по имени Джек Уайтхэд. Робот был полностью автоматизирован, в отличие от многих схожих лент того времени он не управлялся изнутри человеком, не был «спецэффектом» или «комбинированными съёмками». За три недели съёмок Чейни несколько раз ломался.

## Критика
- Дуг Прэтт, Rolling Stone. «Восхитительно плохое кино. Игра актёров действительно плоха, а в целом всё это так весело, что вам хочется помчаться в ваш местный театр и заставить их труппу поставить „Дьяволицу с Марса“ вместо „Бригадуна“».
- Леонард Малтин. «Уморительно серьёзный фильм, сильная британская кэмп-имитация американских дешёвок».
- The Monthly Film Bulletin[англ.]. «Декорации, диалоги, характеризация и спецэффекты низкого уровня, но их честная нереалистичность имеют собственный шарм. Всё, в своём роде, вполне отлично».
- 12-летняя Октавия Батлер, посмотрев этот фильм, заявила, что «может написать кое-что получше»[1]. Ныне она считается одной из самых известных американских чернокожих писательниц-фантастов.